# 1147 Ставропољ
1147 Ставропољ (енгл. 1147 Stavropolis) је астероид главног астероидног појаса са средњом удаљеношћу од Сунца која износи 2,271 астрономских јединица (АЈ).
Апсолутна магнитуда астероида је 12,0 а геометријски албедо 0,219.